# Jack Straw (film)
Jack Straw è un film muto del 1920 diretto da William C. de Mille. La sceneggiatura di Elmer Harris e Olga Printzlau si basa sull'omonimo lavoro teatrale del 1907 di W. Somerset Maugham che venne rappresentato per la prima volta negli Stati Uniti a New York il 14 settembre 1908.

## Trama
A Harlem, Jack Straw vive solo in un piccolo appartamento dove, attraverso il portavivande, sente la voce dei vicini. Jack ascolta sempre quella di Ethel Parker Jennings, una voce che lo fa innamorare. Così, quando la famiglia Jennings se ne va via per trasferirsi in California dopo un fortunato investimento petrolifero che li ha fatto diventare tutti ricchi, Jack decide di seguirli. In California, Jack trova lavoro come cameriere. Quando incontra Ambrose Holland, uno che nutre del risentimento per la signora Jennings diventata un'altezzosa parvenu, questi lo convince a fingersi arciduca di Pomerania per ridicolizzare e umiliare la donna. Jack, per stare vicino a Ethel, accetta la proposta. Invitato dai Jennings a stare nella loro residenza, può finalmente frequentare la donna dei suoi sogni e, ben presto, Jack e Ethel si innamorano. Ma Holland, alla fine, decide che lo scherzo non può più andare avanti e rivela chi sia in realtà Jack. La signora Jennings lo butta immediatamente fuori di casa ma quando il vero ambasciatore di Pomerania si presenta, garantisce per Jack. Lei, allora, ritorna sui suoi passi e annuncia il fidanzamento della figlia con il cameriere dell'arciduca.

## Produzione
Il film fu prodotto dalla Famous Players-Lasky Corporation

## Distribuzione
Il copyright del film, richiesto dalla Famous Players-Lasky Corp., fu registrato il 20 gennaio 1920 con il numero LP14703.
Negli Stati Uniti, il film - presentato da Jesse L. Lasky - fu distribuito il 14 marzo 1920 dalla Paramount-Artcraft Pictures. In Francia, venne distribuito dalla Les Films Paramount il 29 dicembre 1922 con il titolo Monsieur l'Archiduc.
Copia completa della pellicola si trova conservata negli archivi della Library of Congress di Washington.